# Industriegeographie
Die Industriegeographie bezeichnet einen Teilbereich der Wirtschaftsgeographie.
Hauptsächlich befasst sie sich mit den Standortbedingungen und -folgen bzw. Produktionsprozessen in verschiedenen Regionen der Welt und deren Zusammenhänge mit globalen Produktionssystemen bzw. Wertschöpfungsketten.

## Wichtige theoretische Erklärungsansätze sind
- Globale Produktionsnetzwerke und Globale Wertschöpfungsketten
- Regulationstheorie
- Institutionenorientierte Ansätze
- Evolutionsorientierte Ansätze, Evolutionsökonomik
- Industriedistrikte, Kreatives Milieu
- Organisationale Lerntheorien

## Beispiele für Forschungsthemen sind
- Räumlich-organisationaler Wandel von Industrieunternehmen im Kontext der Globalisierung und seine regionalen Folgen (zum Beispiel Industriesuburbanisierung)
- Industrie und Umwelt
- Industriebetriebe in der „Dritten Welt“, in „Schwellenländern“ und in „Transformationsländern“
- Unternehmensbezogene Dienstleistungen für Industrieunternehmen und ihre Internationalisierung
- Industrielogistik
- Einfluss der Finanzmärkte auf regionale Industriestrukturen
- Industrie und Arbeit (labour geography) u. a. m.